# AROUND THE WORLD (鈴木亜美のアルバム)
『AROUND THE WORLD』（アラウンド・ザ・ワールド）は、2005年10月12日に発売された日本の歌手・鈴木亜美のエイベックス移籍後1枚目のオリジナルアルバム。

## 解説
- エイベックス移籍第一弾アルバムにして、「INFINITY EIGHTEEN Vol.2」以来5年半振りのオリジナルアルバムとなった。全ての楽曲は本人自身が作詞を担当した。
- シングル「AROUND THE WORLD」と同時発売。
- 「CDのみ」、「CD+DVD」、「CD+メンズTシャツ」、「CD+レディースTシャツ」、通常盤の4形態リリース。ジャケットも4パターン用意され、Tシャツは裏原宿系ブランド"BASE CONTROL"とのコラボレーションによるもの。
- DVDにはのプロモーションビデオを収録され、「Delightful」と「Eventful」のダンスシーンのみ"dance track"としてスペシャルビデオも収録される。
- 2005年10月〜12月、アルバムのためにライブハウスツアーが開催された。アルバムタイトルを冠したツアーは自身初となった。
- ジャケット及びブックレストには魔女に扮した鈴木の姿が掲載されており、ジャケット及びブックレストも黒を基調としている。

## 収録曲

### DISC1（CD）
| 全作詞: 鈴木亜美。 |                                     |           |              |                   |      |
| #                  | タイトル                            | 作詞      | 作曲         | 編曲              | 時間 |
| 1.                 | 「AROUND THE WORLD」                | 鈴木亜美  | y@suo ohtani | 原田憲            | 4:35 |
| 2.                 | 「Hopeful -OVERHEAD CHAMPION MIX-」 | 鈴木亜美  | 矢崎俊輔     | OVERHEAD CHAMPION | 4:53 |
| 3.                 | 「Beautiful」                       | 鈴木亜美  | 鈴木大輔     | ats-              | 4:55 |
| 4.                 | 「Sweet Voice」                     | 鈴木亜美  | 菊池一仁     | 中村康就          | 4:46 |
| 5.                 | 「Delightful」                      | 鈴木亜美  | 渡辺徹       | Axel Konard       | 4:19 |
| 6.                 | 「For yourself」                    | 鈴木亜美  | 渡辺徹       | h-wonder          | 4:42 |
| 7.                 | 「ねがいごと」                      | 鈴木亜美  | 鈴木大輔     | 中村康就          | 5:05 |
| 8.                 | 「Risk」                            | 鈴木亜美  | 鈴木大輔     | 中村康就          | 4:42 |
| 9.                 | 「Eventful」                        | 鈴木亜美  | 渡辺徹       | 渡辺徹            | 4:21 |
| 10.                | 「with you」                        | 鈴木亜美  | 菊池一仁     | 原田憲            | 4:46 |
| 11.                | 「Times」                           | 鈴木亜美  | 渡辺徹       | 渡辺徹            | 4:13 |
| 12.                | 「I'm alone」                       | 鈴木亜美  | 菊池一仁     | KZB               | 2:56 |
| 合計時間:          | 合計時間:                           | 合計時間: | 合計時間:    | 54:17             |      |

### DISC2（DVD）
1. Hopeful (video clip)
プロモーションビデオのshort versionはシングル「Eventful」のDVD付き収録。
2. Delightful（dance track）
3. Eventful（dance track）
4. ねがいごと（album edit）
5. For yourself (video clip)
6. AROUND THE WORLD (video clip)
7. For yourself（making）
8. AROUND THE WORLD（making）